# Wang Anyi
Wang Anyi (xinès simplificat 王安忆, pinyin Wáng Ānyì) (Nanjing 1954) escriptora xinesa, Premi Mao Dun de Literatura de l'any 2000, per "chánghèn gēn", traduïda a l'anglès com "The Song of Everlasting Sorrow: A Novel of Shanghai".

## Biografia
Wang Anyi va néixer el 6 de març de 1954 a Nanjing (província de Jiangsu) a la Xina. La seva mare, Ru Zhijuan (茹志鹃), era una famosa escriptora, i el seu pare, Wang Xiaoping (王啸平), dramaturg i cineasta. El 1955 la família es va trasl·ladar a viure a Xangai.
El 1957, durant la Revolució Cultural el seu pare va ser acusat de ser "de dretes" i expulsat del partit; ella el 1969 va haver d'interrompre bruscament els seus estudis i va ser enviada a un camp de treball d'una comuna del districte de Wuhe (五河县), al nord-est d'Anui. La nova situació va representar un fort contrast amb la seva vida a Xangai, en una famíla acomodada d'intel·lectuals. El 1972 es va afiliar al Partit Comunista Xinès.
Al tenir coneixements musicals i saber tocar l'harmònica, el 1972 va aconseguir entrar en un grup cultural a Xuzhou (徐州 地区 文工团), al nord-oest de Jiangsu. Allà va aprendre a tocar el violoncel i va conèixer al seu futur marit, Li Zhang (李 李). Com a intèrpret musical va viatjar per les províncies d'Anhui, Shanxi i Henan.
Wang Anyi va començar a escriure i publicar les seves obres a mitjans dels anys setanta.
El 1975 va escriure el seu primer treball literari, un assaig titulat «Marble» (Dalishi) que va ser editat per l'escriptora Zhang Kangkang i incorporat a una col·lecció de materials educatius pels joves.
Amb la caiguda de la Banda dels Quatre, el 1978 va tornar a Xangai on va treballar per a la revista Ertong shidai (儿童 时代") dirigida a un públic infantil. De fet, es considera que la ciutat de Xangai ha tingut una gran influència en la seva obra. Així, pot ser considerada una successora de l'escola Haipai (estil Xangai) i sovint es compara Wang amb l'escriptora Eileen Chang.
Algunes de les seves obres s'han inclòs com a representatives del moviment literari anomenat "literatura de les cicatrius".
El 1980 per recomanació de la revista on treballava es va inscriure en un curs d'estudis literaris de l'Associacició d'escriptors xinesos, formació que després dels estudis primaris li va permetre obtenir coneixements de literatura i de creació literària. En molt poc temps va progressar i produir una sèrie de novel·les que d'alguna forma van començar a definir l'estil de l'autora.
El 1981 va publicar un relat breu, "La pluja, cha cha cha" ("雨, 沙沙沙"), que explica la història d'una noia que surt sota la pluja esperant veure el noi que va conèixer. Va representar una nova forma de descriure un dolç romanticisme i va iniciar un conjunt d'obres sobre la recerca femenina de l'amor i la felicitat; ningú encara s'havia atrevit a prendre com a tema les emocions interiors d'un adolescent i va significar un gran èxit, i d'alguna forma aquesta obra es l'inici de la carrera de Wang Anyi.
El 1983 va viatjar a EUA, acompanyada per la seva mare per participar en un curs de d'escriptura de quatre mesos a la Universitat de Iowa; allà va tenir l'oportunitat de conèixer diferents autors i diverses formes de com afrontar l'escriptura.
El 1986 va escriure la trilogia coneguda com la Trilogia de l'amor ((三 恋), formada per "Love on Wild Mountain" ("荒山 之" 恋 "), "Love in Small Town" ("小城 之 恋") i "Love in Brocade Valley" ("锦绣谷 之 恋"), que va generar una important controvèrsia per tractar temes sobre el comportament psicològic i sexual.
El 1988 va inciar una columna sobre teoria literària en la revista Literary Angle (Wenxue jiao) i va viatjar a Alemanya per participar en la Fira del Llibre de Frankfurt i el 1990 va publicar "Stories of Traveling in Germany" (Lü De de gushi).
L'any 2001 va ser elegida presidenta de la "Shanghai Writers Association". i el 2006 vicepresidenta de l'Associació d'Escriptors Xinesos.
Wang ha publicat més d'un centenar de narracions breus, una trentena de novel·les curtes i una desena de novel·les, onze volums d'assaigs i altres publicacions diverses.

### Adaptacions cinematogràfiques
- 1981: « Notre petite cour » (我们的小院) de Tian Zhuangzhuang (cutrmetratge en blanc i negre) adaptació del relat « Life in a small courtyard ».
- 2005: « Everlasting regret » (长恨歌) de Stanley Kwan (关锦鹏)
- 2005: « Minnie » (米尼) de Chen Miao (陈苗)

### Premis i distincions
- 1979: la seva novel·la "Who Will Be the Future Sqadron Leader ?" (shui shi weilai de zhongduizhang ?) publicada en la revista « Youth Sqadron » (shaonian wenyi) va guanyar el Premi al millor Treball Literari i el 1980 el Segon Premi Nacional de Literatura Infantil.[2]
- 1981: va guanyar el Premi Nacional de novel·la per " This Train's Final De" (Benci lieche zhongdian) i el 1982 el Premi Nacional per novel·les curtes per "Rush" (Lushi).[2]
- 1984: va guanyar el Premi Nacional de Novel·les curtes per "Xiaobao Village" (Xiaobao zhuang) on es manifesta un canvi d'estil.[2]
- 1998: Millor escriptora femenina de la Xina moderna, per "La cançó dels eterns laments" , que a l'anglès s'ha traduït com "The Song of Everlasting Sorrow: A Novel of Shanghai".i que el 2000 va obtenir el Premi Mao Dun de Literatura. Aquesta novel·la és la història en tres parts, o tres moviments, de la vida d'una dona, Wang Qiyao (王琦瑶), que representa "l'arquetip de les noies dels carrerons de Xangai”:[1]
- 2004: Premi Lu Xun de Literatura per 发廊悄话 (falong qiao hua) "Confidences in a Hair Salon"

- 2013: va ser nomenada "cavaller" de l'’Orde de les Arts i les Lletres, del Ministeri de Cultura i Comunicació de França.[6]

- 2017: Wang Anyi va ser la guanyadora del premi Newman de literatura xinesa, premi literari que concedeix cada dos anys l'Institut de Temes EUA-Xina de la Universitat d' Oklahoma.[7] Aquest premi també l'han rebut escriptors com Mo Yan, Xi Xi, Chu T'ien-wen, Yang Mu i .Han Shaogong. És la segona dona que ha estat premiada amb el Newman i la tercera escriptora de la Xina continental.